# Zentralsemitische Sprachen
Die Zentralsemitischen Sprachen bilden einen von drei Zweigen der Westsemitischen Sprachen, neben den Neusüdarabischen sowie den Äthiosemitischen Sprachen.
Das Zentralsemitische selbst lässt sich tiefer in zwei Zweige unterteilen: Arabisch und Nordwestsemitisch. Letzterer besteht prinzipiell aus den Aramäischen und den Kanaanäischen Sprachen (darunter Phönizisch und Hebräisch).

## Sprachliche Merkmale
Zentralsemitische Sprachen unterscheiden sich durch:
- Den innovativen Negationsmarker *bal unklaren Ursprungs.
- Die Verallgemeinerung von t als Suffixkonjugation für den Perfekt, anstelle der früheren Unterscheidung: *k in der ersten Person; *t in der zweiten Person.
- Die neue Präfixkonjugation für die Nichtvergangenheit in der Form ya-qtulu, ersetzt die frühere Form ya-qattal.
- Pharyngalisierung emphatischer Konsonanten, welche sich früher als Ejektive äußerten.

## Klassifikation
Über die präzise Struktur des Zentralsemitischen sind sich die verschiedenen Unterteilungssysteme uneinig. Am verbreitetsten ist die Unterteilung in Arabisch und Nordwestsemitisch. SIL Ethnologue bevorzugt die Unterteilung in Südzentralsemitische (inkl. Arabisch und Hebräisch) und Aramäische Untergruppen.
Das Hauptunterscheidungsmerkmal zwischen dem Arabischen und den Nordwestsemitischen Sprachen ist der gebrochene Plural des Arabischen. Die meisten Arabischen Nomen (von Partizipien abgesehen) haben einen gebrochenen Plural. Die Nordwestsemitischen Sprachen, dagegen, formen den Plural fast aller Nomen durch einen Suffix. Zum Beispiel wird im Arabischen بَيْت bayt („Haus“) zu بُيُوت buyūt („Häuser“); das Hebräische בַּיִת bayit („Haus“) wird zu בָּתִּים bāttīm („Häuser“).
Jüngere Befunde des Semitisten Robert Hetzron rücken das zuvor als südsemitisch klassifizierte Arabische dem Nordwestsemitischen näher. Demnach bildete das Nordwestsemitische zusammen mit dem Arabischen und eventuell auch dem Altsüdarabischen einen zentralsemitischen Unterzweig der westsemitischen Sprachen. Dadurch ergäbe sich für das Zentralsemitische folgende Klassifikation:
- Semitisch
  - Ostsemitisch
  - Westsemitisch
    - Zentralsemitisch
      -  Nordwestsemitisch
      - Arabisch
      - Altsüdarabisch (?)

    - Südsemitisch